# NordArt

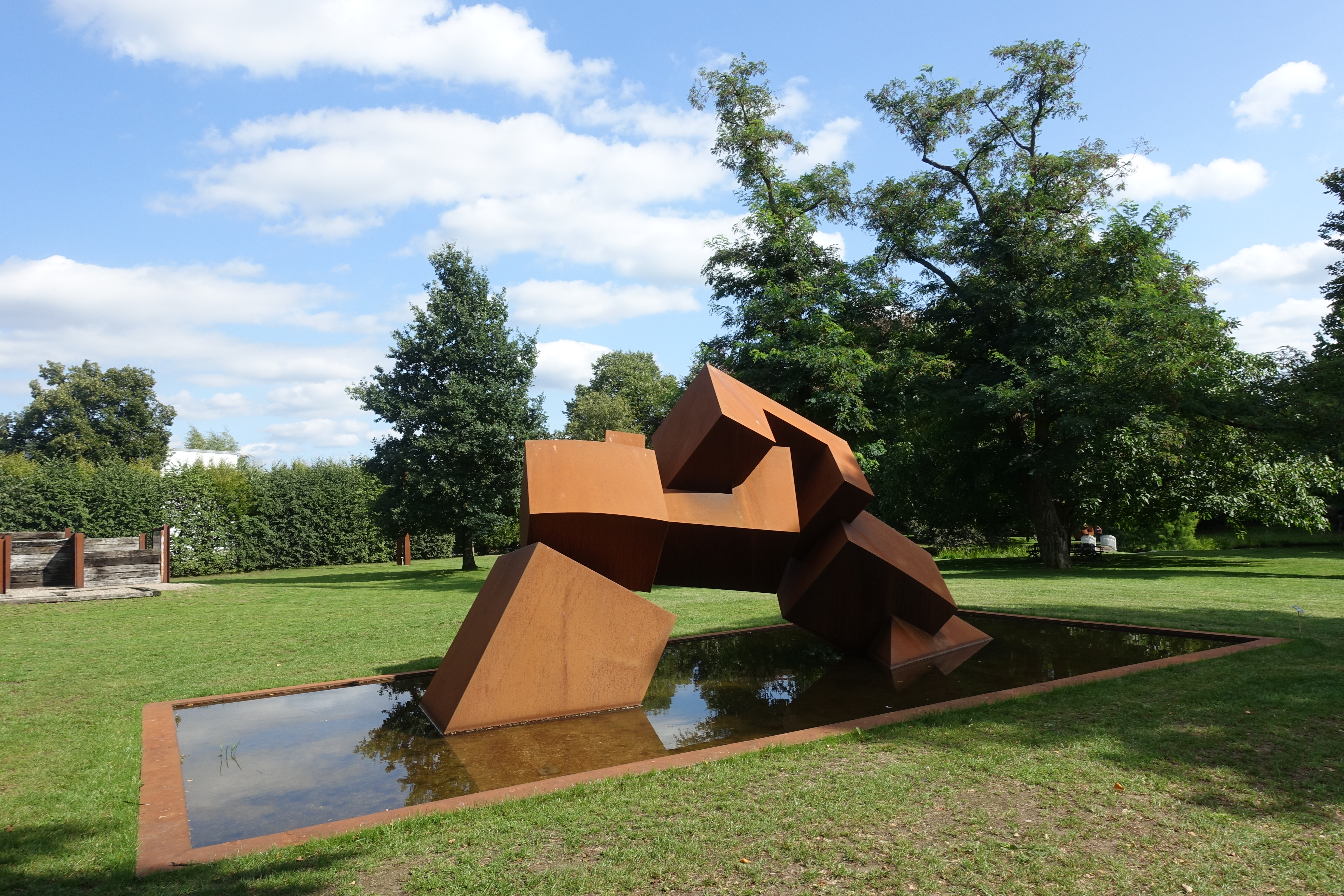
Skulpturen auf dem Außengelände der NordArt

Die NordArt ist eine Kunstausstellung für internationale zeitgenössische Kunst und eine Non-Profit-Kulturinitiative der international tätigen ACO Gruppe und der Städte Büdelsdorf und Rendsburg. Sie findet seit 1999 jährlich im Sommer in Büdelsdorf in Schleswig-Holstein statt.
Auf dem Gelände einer ehemaligen Eisengießerei mit 22.000 m² Innenfläche, der Carlshütte, sowie im angrenzenden Park mit weiteren 60.000 m² zeigt die NordArt jedes Jahr Werke von über 200 ausgewählten zeitgenössischen Kunstschaffenden aus aller Welt. Die NordArt wird als Gesamtkunstwerk Carlshütte (Büdelsdorf) stets neu konzipiert und kuratiert. Das Kuratorenteam setzt sich zusammen aus Wolfgang Gramm, Inga Aru und Taso Gramm, Gastgeber und Hauptsponsoren sind Johanna und Hans-Julius Ahlmann. 
 Die NordArt, eine der größten Kunstausstellungen Europas, präsentiert Gegenwartskunst aus den Bereichen Malerei, Fotografie, Plastiken und Skulpturen, Videokunst sowie Installationen und kinetische Kunst. 

## Ausstellungsgeschichte (Auswahl)
Für die 2010 zum 12. Mal stattfindende Ausstellung bewarben sich 1400 Künstler aus 81 Ländern, Werke von 245 Künstlern aus 55 Ländern wurden gezeigt.
2011 zeigten 250 Künstler aus 55 Ländern ihre Werke.
Die NordArt 2020 wurde wegen der COVID-19-Pandemie abgesagt.
Die 23. NordArt 2022 ist vom 4. Juni bis zum 9. Oktober geöffnet. Der Polnische Pavillon Unter dem Titel Above Borders / Ponad granicami präsentiert zeitgenössische polnische Künstler. Anlässlich des 50-jährigen Bestehens der diplomatischen Beziehungen zwischen China und Deutschland ist China ein weiterer Länderschwerpunkt.
Mittlerweile bewerben sich rund 3000 Künstlerinnen und Künstler aus aller Welt für die NordArt. Im Jahr 2024 feiert die NordArt ihr Vierteljahrhundert-Jubiläum und setzt einen Fokus auf die Preisträgerinnen und Preisträger der vergangenen Jahre. Im Länderfokus stehen 2024 Künstlerinnen und Künstler aus China und der Mongolei. Darüber hinaus präsentiert die NordArt zum 25-jährigen Bestehen als Sonderprojekte Malerei von Paul Critchley (Großbritannien/Italien) A Sense of Place sowie mit der Installation Von der Wiege bis zur Bahre kinetische Kunst des deutschen Künstlers Willi Reiche, die mit 12 Stationen verschiedene Aspekte menschlichen Daseins aufgreift.

## NordArt Preis
Seit dem Jahr 2010 wird jährlich ein Künstler mit dem NordArt-Preis ausgezeichnet. Er ist mit 10.000 Euro dotiert und wird ebenfalls seit 2010 von dem Unternehmerehepaar Johanna und Hans-Julius Ahlmann gestiftet. Er hat das Ziel, die Kunst- und Kulturszene zu beleben.

### Bisherige Preisträger
- 2010: Zeng Chenggang (China)[6]
- 2011: Peter Lundberg (USA)[7]
- 2012: Gheorghi Filin (Bulgarien/Italien)[8]
- 2013: SINN (Südkorea) und Wolfgang Gramm (Deutschland)[9]
- 2014: AES+F (Tatiana Arzamasova, Lev Evzovitch, Evgeny Svyatsky + Vladimir Fridkes) (Russland)[10]
- 2015: Liu Yonggang (China)[11]
- 2017: Jörg Plickat (Deutschland)
- 2018: Michal Gabriel (Tschechien)
- 2019: Ochirbold Ayurzana (Mongolei)[12]
- 2021: Timur D’Vatz (Usbekistan)[13]
- 2022: Liu Ruowang (China)[14]
- 2023: Lubo Mikle (Slowakei) für sein Werk Kuvyt[15]

## NordArt Publikumspreis
Alle Besucher der NordArt können ihre Stimme für einen Künstler abgeben. Der so gewählte Publikumspreis wird jeweils im September verliehen. Er ist mit jeweils 1.000 Euro für die drei Erstplatzierten dotiert, außerdem werden die ausgezeichneten Künstler zur Teilnahme an der kommenden NordArt im Folgejahr eingeladen.

### Bisherige Preisträger
2010
- 1. Platz: Teija und Pekka Isorättyä (Finnland)
- 2. Platz: Wolfgang Stiller (Berlin)
- 3. Platz: Hiroko

2011
- 1. Platz: Dan Hudson (Kanada)
- 2. Platz: Gerhard Mantz (Deutschland)
- 3. Platz: Zdeněk Šmíd (Tschechische Republik)

2012
- 1. Platz: Gilles T. Lacombe (Frankreich)
- 2. Platz: Zhi XinXin (China)
- 3. Platz: SINN (Korea)

2013
- 1. Platz: Jovanka Stanojević (Serbien)
- 2. Platz: Villu Jaanisoo (Estland/Finnland)
- 3. Platz: Soon Mi Oh (Südkorea)

2014
- 1. Preis: Confronting Anitya: China Garden (China)
- 2. Preis: Jovanka Stanojević (Serbien)
- 3. Preis: Dmitry Gutov (Russland)

2015
- 1. Platz: Jang Yongsun (Südkorea)
- 2. Platz: Lv Shun (China)
- 3. Platz: Ochirbold Ayurzana (Mongolei)

2016
- 1. Preis: Liu Ruowang (China)
- 2. Preis: Talia Keinan (Israel)
- 3. Preis: Jo Kley (Deutschland)

2017
- 1. Platz: Xu Bing (China)
- 2. Platz: Varol Topaç (Türkei)
- 3. Platz: David Černý (Tschechien)

2018
- 1. Preis: Xiang Jing (China)
- 2. Preis: Zhang Dali (China)
- 3. Preis: Ekaterina Zacharova (Russland)

2019
- 1. Preis: David Černý (Tschechien)
- 2. Preis: Deng Guoyuan (China)
- 3. Preis: Xi Jianjun (China)

2021
- 1. Preis: Veronika Psotková (Tschechische Republik)
- 2. Preis: Gilles T. Lacombe (Frankreich)
- 3. Preis: Angelika Haak (Deutschland)
- 4. Preis: Maria Kulikovska (Ukraine)
- 5. Preis: Sabine Emmerich (Deutschland)

2022
- 1. Preis: DEJO Denzer (Deutschland)
- 2. Preis: Michał Jackowski (Polen)
- 3. Preis: WU Guoyong (China)

2023
- 1. Preis: Lilya Corneli (Armenien/Deutschland/Niederlande)
- 2. Preis: Server Demirtaş (Türkei)
- 3. Preis: İrfan Önürmen (Türkei)
- 4. Preis: DEJO Denzer (Deutschland)
- 5. Preis: Michał Jackowski (Polen)